# Сигіл

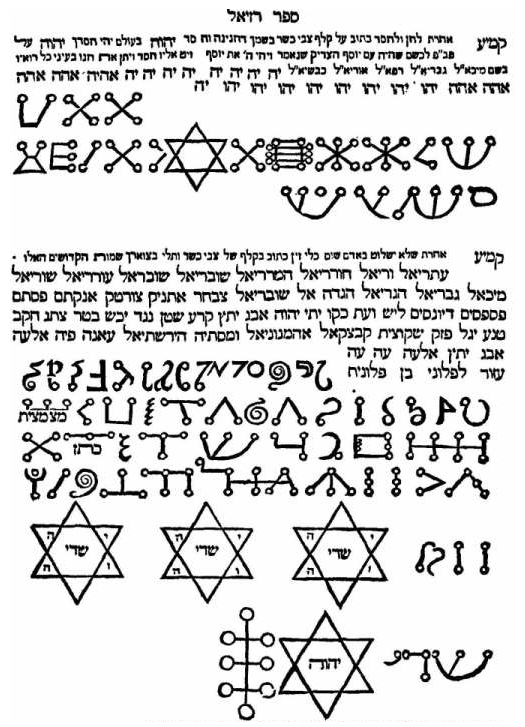
Уривок з Книги янгола Разіеля із магічними сигілами (або סגולות, segulot, на івриті).

Сигіл або сигіла (лат. sigillum, печатка) — символ або комбінація символів у магії. Сигіли використовували маги, алхіміки для виклику і керування надприродними силами.
Сигіл відігравав досить важливу роль у гримуарі. Найвідоміші сигіли представлені в середньовічних магічних й алхімічних книгах (переважно з демонології): «Малий Ключ царя Соломона», «Печатки 6-й і 7-й Книги Мойсея», «сигіли Чорної та Білої магії» тощо. Хоча найвідомішим сигілом є пентаграма. Також сигіли використовувалися як емблеми різних спільнот.

## Походження
Термін сигіл походить від лат. sigillum, що означає «печатка». Також він може бути пов'язаний з івр. סגולה (segulah), що означає слово, дія або елемент духовного впливу.

## Застосування й упорядкування

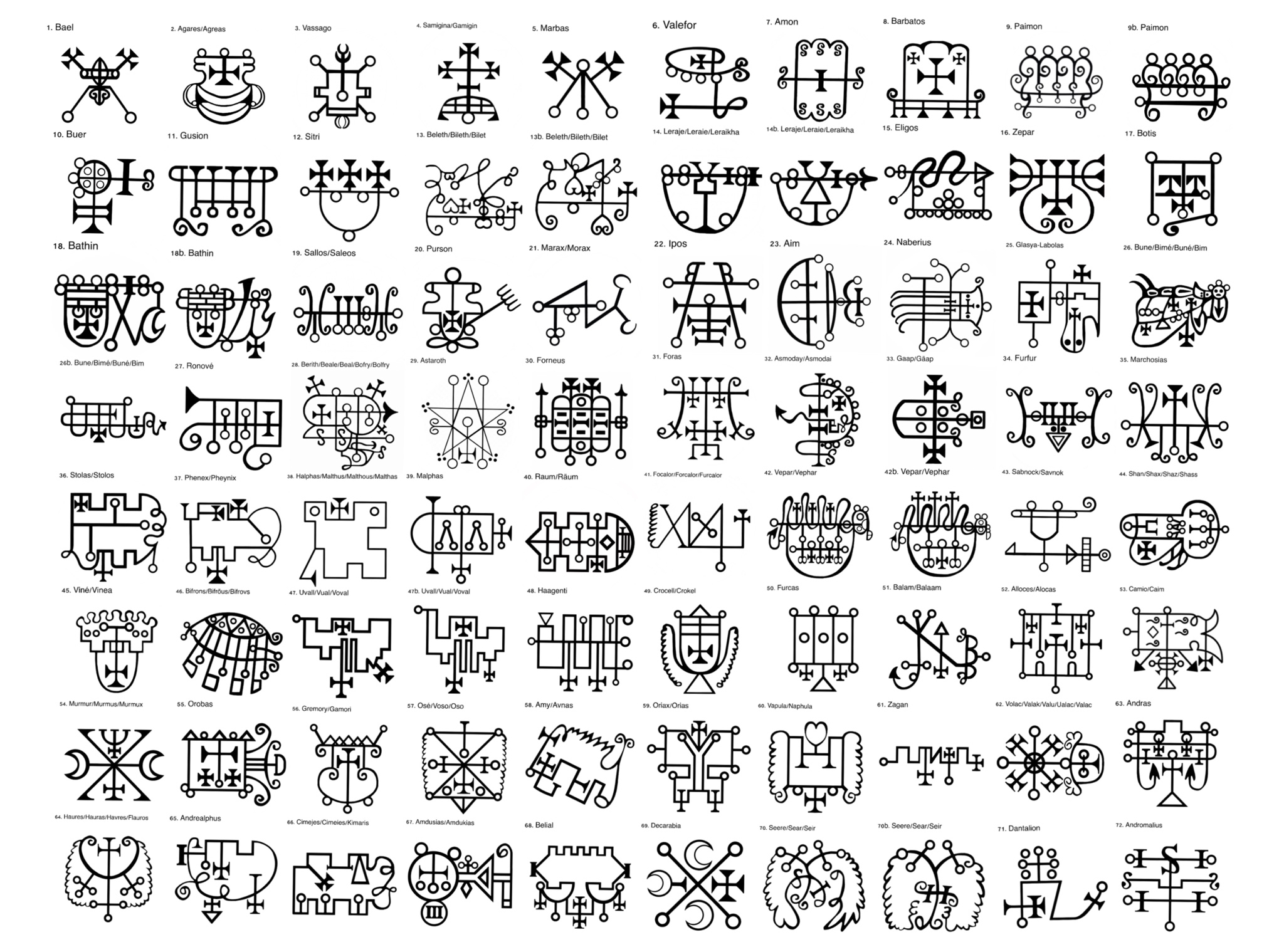
72 сигіли з «Ґоетії» «Малого ключа Соломона»

Сигіл зазвичай складається зі складної комбінації декількох певних символів або геометричних фігур (чисел) з певним значенням кожного знака. Сам по собі сигіл не викликає духів або демонів, він служить лише фізичним засобом, за допомогою якого маг досягає потрібного стану духу.
У сигілі зашифровані таємні імена духів, демонів і божеств. Під час вчинення будь-яких дій над сигілом духу або демона, маг-заклинач повинен отримати над ним владу. У «Ґоетії» «Малого ключа Соломона» наведені 72 сигіли демонів пекла, згідно з їхньою ієрархією. В юдейській містиці і Кабалі основним гримуаром із застосуванням сигіла є «Книга янгола Разіеля».

## Вживання терміна в ЗМІ
«Це магічний сигіл (символ), що складається з багатьох ліній, які перетинаються.»
«Сигіл Бафомета — офіційний символ Церкви Сатани, перевернута пентаграма з вписаною в неї головою сатанинського божества Бафомета в образі голови цапа або барана.»